# Super Show 2 Tour Concert Album
Super Show - Super Junior The 2nd Asia Tour Concert Album è il secondo album live dei Super Junior, pubblicato il 10 dicembre 2009 in supporto al loro terzo album, Sorry, Sorry.

## Tracce
| CD 1 1. A Man In Love - 5:35 2. U - 4:07 3. It's You - 4:07 4. She Wants It - 3:58 5. Angela - 3:17 6. Miracle - 2:38 7. Disco Drive - 3:48 8. Dancing Out - 3:14 9. Baby Baby - 2:36 10. Hon - 2:38 11. Beautiful - 3:04 12. Chenyeom - 3:12 13. Insomnia - 2:54 14. Nyeonkanui Sarang - 5:31 15. What If - 3:24 16. Heartquake - 4:11 17. Honey - 2:27 18. Doc wa chumeul + Run to you - 3:40 19. Don't Don - 4:20 20. TWINS - 3:22 | CD 2 1. Our Love - 3:47 2. Who Am I - 3:27 3. Dangshinikie - 4:18 4. Me - 3:59 5. Shining Star - 4:21 6. Sorry Sorry - 4:46 7. Syupeomaen - 3:24 8. Rokuko - 2:57 9. Gee - 3:24 10. Kkuldanji - 3:06 11. Pajama Party 3:24 12. Carnival - 3:26 13. Sowoni Innayo - 2:58 14. Marry U - 3:18 15. Sorry, Sorry - Answer - 4:58 16. Sorry, sorry - Remix - 4:48 17. It's You - 4:08 18. Puff the magic dragon - 3:35 19. Shining Star - 4:22 |